# Sông Abukuma

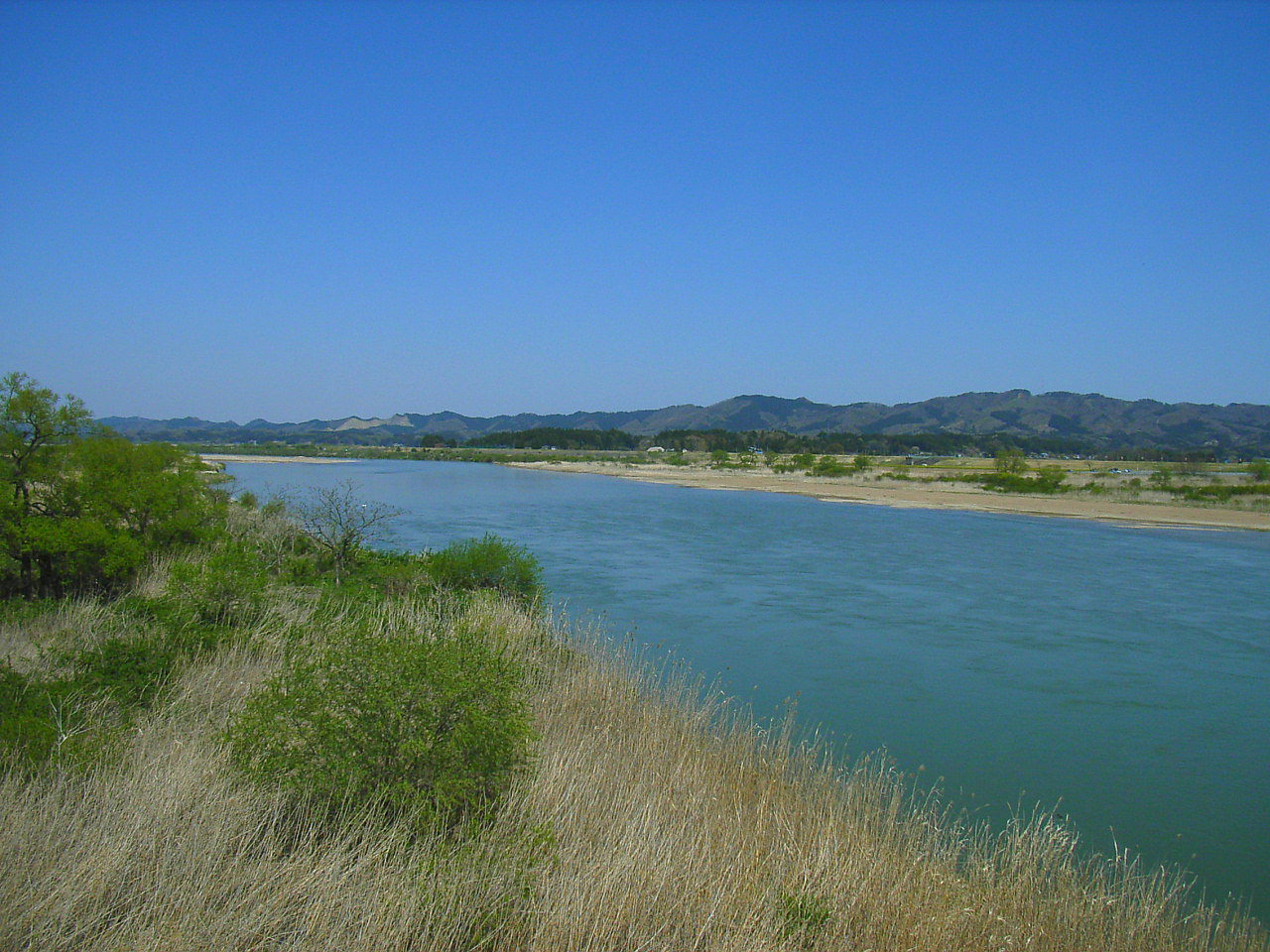
Hạ lưu sông Abukuma (tại Kakuda)

Sông Abukuma (tiếng Nhật: 阿武隈川, Abukuma gawa hay Abukumagawa), với chiều dài 234 km, là con sông dài thứ hai ở Tōhoku và là sông dài thứ sáu ở Nhật Bản. Sông bắt nguồn từ các suối ở các đỉnh của dãy núi Nasu, sau khi lấy thêm nước từ các nhánh chảy từ núi Ou và Cao nguyên Abukuma (tiếng Nhật: 阿武隈高地), nó trở thành một con sông lớn chảy vào Thái Bình Dương. Dọc theo lưu vực rộng 5.390 km² của sông Abukuma có khoảng 1,2 triệu người sinh sống.
Sông Abukuma chảy theo hướng Bắc qua thung lũng Nagadori (tiếng Nhật: 中通り), qua các thành phố Shirakawa, Sukagawa, Koriyama, Nihonmatsu và Fukushima trước khi đổ vào đại dương. Phần sông chảy giữa Nihonmatsu và Fukushima tạo thành một hẻm núi sâu gọi là Horaikyo.
Vượt qua cạnh phía Bắc của một đãy đồi Abukuma dài nhưng thấp, sông Abukuma chảy vào tỉnh Miyagi, qua thành phố Kakuda và giữa Iwanuma và Watari trước khi đến biển. Abukuma có một nhánh sông gọi là sông Ara.